# 小向仲野町
小向仲野町（こむかいなかのちょう）は、神奈川県川崎市幸区の地名。丁目の設定がない単独町名。住居表示実施済区域。

## 地理
幸区の北東部に位置し、南に小向町、南西に小向東芝町、西に東古市場、北と東に小向と接している。

## 歴史

### 沿革
- 1952年（昭和27年）12月 - 耕地整理により小向、戸手、古市場の各一部を分離し、小向仲野町を新設。川崎市小向仲野町となる。
- 1972年（昭和47年）4月1日 - 川崎市が政令指定都市の制定に伴い、幸区が新設。川崎市幸区小向仲野町となる。
- 1976年（昭和51年）9月15日 - 住居表示を実施[5][6]。

## 世帯数と人口
2025年（令和7年）6月30日現在（川崎市発表）の世帯数と人口は以下の通りである。
| 町丁       | 世帯数    | 人口    |
| ---------- | --------- | ------- |
| 小向仲野町 | 1,262世帯 | 2,558人 |

### 人口の変遷
国勢調査による人口の推移。
| 年                 | 人口  |
| ------------------ | ----- |
| 1995年（平成7年）  | 2,111 |
| 2000年（平成12年） | 1,643 |
| 2005年（平成17年） | 1,542 |
| 2010年（平成22年） | 2,469 |
| 2015年（平成27年） | 2,562 |
| 2020年（令和2年）  | 2,550 |

### 世帯数の変遷
国勢調査による世帯数の推移。
| 年                 | 世帯数 |
| ------------------ | ------ |
| 1995年（平成7年）  | 984    |
| 2000年（平成12年） | 765    |
| 2005年（平成17年） | 746    |
| 2010年（平成22年） | 1,103  |
| 2015年（平成27年） | 1,125  |
| 2020年（令和2年）  | 1,162  |

## 学区
市立小・中学校に通う場合、学区は以下の通りとなる（2025年4月時点）。
| 番・番地等 | 小学校             | 中学校             |
| ---------- | ------------------ | ------------------ |
| 全域       | 川崎市立御幸小学校 | 川崎市立御幸中学校 |

## 事業所
2021年（令和3年）現在の経済センサス調査による事業所数と従業員数は以下の通りである。
| 町丁       | 事業所数 | 従業員数 |
| ---------- | -------- | -------- |
| 小向仲野町 | 71事業所 | 606人    |

### 事業者数の変遷
経済センサスによる事業所数の推移。
| 年                 | 事業者数 |
| ------------------ | -------- |
| 2016年（平成28年） | 73       |
| 2021年（令和3年）  | 71       |

### 従業員数の変遷
経済センサスによる従業員数の推移。
| 年                 | 従業員数 |
| ------------------ | -------- |
| 2016年（平成28年） | 472      |
| 2021年（令和3年）  | 606      |

## 交通
- 国道1号（第二京浜国道）

## 施設
- 川崎市立川崎総合科学高等学校
- 小向第一公園

## その他

### 日本郵便
- 郵便番号：212-0002[3]（集配局：川崎港郵便局[17]）

### 警察
町内の警察の管轄区域は以下の通りである。
| 番・番地等 | 警察署   | 交番・駐在所   |
| ---------- | -------- | -------------- |
| 全域       | 幸警察署 | 小向東芝町交番 |